# Тамара (грузијска краљица)
Тама́ра (груз. თამარი, транскрибовано као T'amar, Thamar или Tamari; 1160—1213) је била краљица средњовековне грузијске државе (1184—1212), кћерка Георгија III који ју је довео на престо још за свога живота.
Грузијски летописи наводе да су лепота, доброта, мудрост, храброст и војничка слава ове владарке привлачиле многе европске и азијске великаше. Међу њима се спомињу син византијског цара Манојла I, антиохијски кнез Боемунд III, два осетинска кнеза и син једног калифа из Шпаније.
Тамара је освајањима, окружена спретним генералима, знатно проширила територију Грузије и основала Трапезунд, православно царство потчињено њој, чиме је хтела да се покаже као борац за религију уз раме са Византијом. Наредила је градњу бројних манастира и цркава, али и војних утврђења, широм Грузије.
Тамара је била велика заштитница и покровитељка многих цркава и манастира, коме је увек слала добротворне доприносе у храни и новцу, чиме је привукла калуђере са свих страна. У летописима се спомиње да су они пристизали из Александрије, Антиохије, Хеладе, Македоније, па чак из Зете.
Њена владавина сматра се златним столећем Грузије. Након њеног преминућа зашло је, како сами Грузини говоре, њихово сунце.

## Породично стабло
|  |                           |  |  |  |  |  |  |  |  |  |  |  |  |  |  |  |
|  | 4. Demetrius I of Georgia |  |  |  |  |  |  |  |  |  |  |  |  |  |  |  |
|  |                           |  |  |  |  |  |  |  |  |  |  |  |  |  |  |  |
|  |                           |  |  |  |  |  |  |  |  |  |  |  |  |  |  |  |
|  | 2. Гиорги III од Грузије  |  |  |  |  |  |  |  |  |  |  |  |  |  |  |  |
|  |                           |  |  |  |  |  |  |  |  |  |  |  |  |  |  |  |
|  |                           |  |  |  |  |  |  |  |  |  |  |  |  |  |  |  |
|  | 1. Тамара                 |  |  |  |  |  |  |  |  |  |  |  |  |  |  |  |
|  |                           |  |  |  |  |  |  |  |  |  |  |  |  |  |  |  |
|  |                           |  |  |  |  |  |  |  |  |  |  |  |  |  |  |  |
|  | 3. Burdukhan of Alania    |  |  |  |  |  |  |  |  |  |  |  |  |  |  |  |
|  |                           |  |  |  |  |  |  |  |  |  |  |  |  |  |  |  |
|  |                           |  |  |  |  |  |  |  |  |  |  |  |  |  |  |  |